# Ciment d'aluminates de calcium

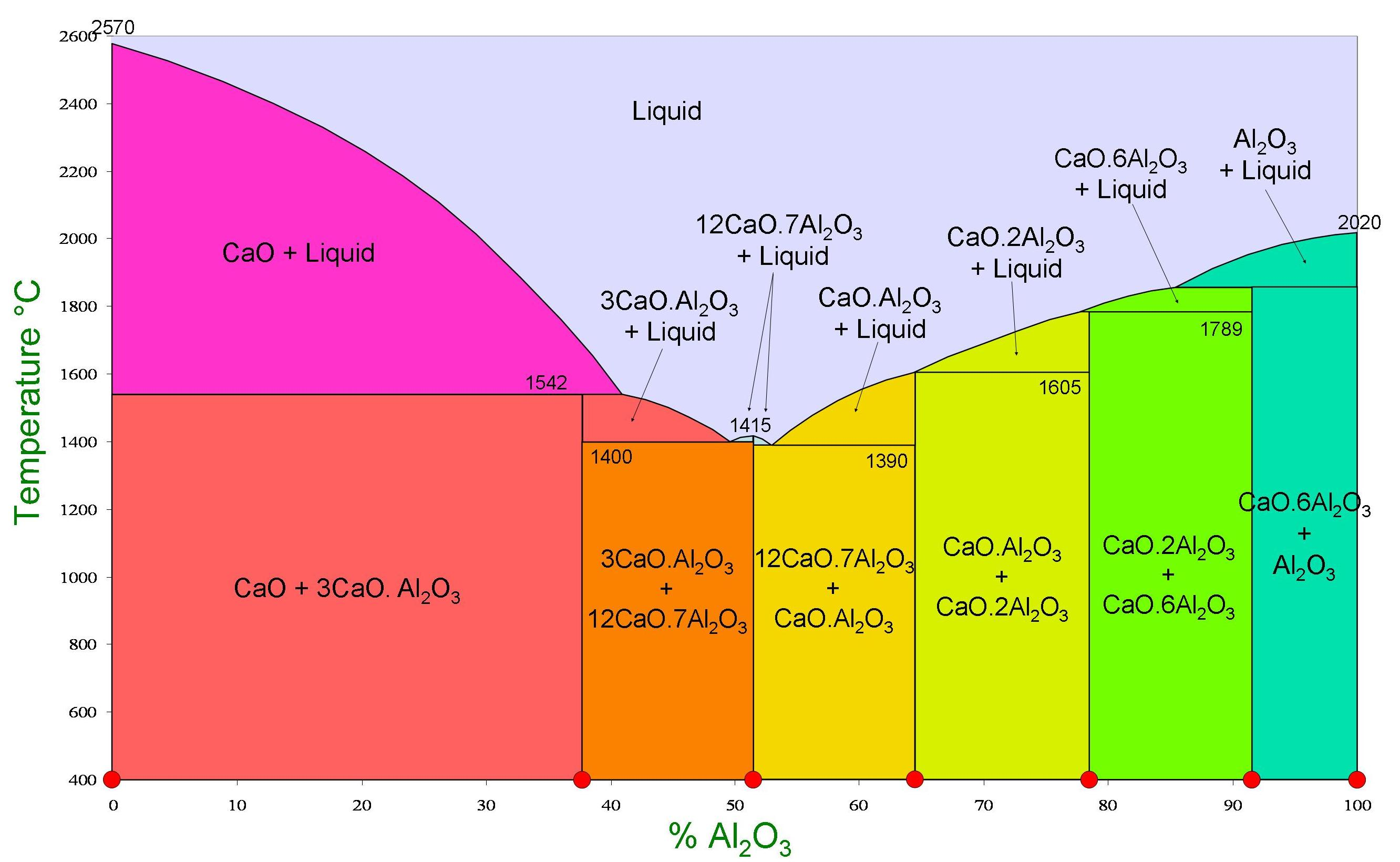
Diagramme de phase de l'aluminate de calcium dans du ciment d'aluminate de calcium anhydre avant hydratation.

Le ciment d'aluminates de calcium est un ciment composé de manière prédominante d'aluminates de calcium. Il est obtenu directement par fusion à haute température à partir d'un mélange de calcaire (CaCO3) et de bauxite (Al2O3) pauvre en silice  (SiO2). Ce ciment est aussi appelé « ciment à base d'aluminates de calcium », « ciment alumineux », « ciment fondu », ou « ciment électro-fondu ».
Comme l'indique Bied (1922), qui en fut l'inventeur en 1908, les termes « ciment fondu » et « ciment électro-fondu » se réfèrent uniquement au procédé de fabrication faisant appel à la fusion à haute température du mélange des matériaux de base (Al2O3 et CaO obtenu après la décarbonatation de CaCO3 à haute température). En effet, ceux-ci ne présentent pas de domaine de température où il est possible d'observer leur ramollissement progressif et leur clinkerisation (frittage) comme c'est le cas pour l'obtention du ciment Portland aux alentours de 1 450 °C. En absence de température de ramollissement des matériaux de base, l'aluminate de calcium est directement obtenu par fusion et Bied (1922) indique clairement sa préférence pour l'appellation « ciment alumineux se référant à sa composition plutôt qu'à un procédé de fabrication ».
Ce type de ciment est utilisé dans la fabrication du béton réfractaire.